# 张三禄
张三禄（？—？），北京人，清末藝術家，目前见于文字记载最早的相声艺人，其艺术生涯下限大抵在清朝同治年间，上限在咸丰或道光年间。根据相关记载并推测，张三禄本是八角鼓丑角艺人，后改说相声。
张三禄是北京天桥艺人“管儿张”的先辈，据艺人们说曾是北京东、西、北城艺人的头目。他原为八角鼓丑角艺人，以抓哏逗乐为主，亦通晓口技、戏法等技艺，后改说相声。 他在演出时使“暗春”（用幔帐围着演员说相声、口技，听众闻其声，不见其人）也极拿手，曾被誉为“暗春泰斗”。近世满族艺人玉小三曾回忆说：“张三禄说单口笑话（即单口相声）最有名望，‘活儿’非常出色，内容也净，也可以吸收妇女观众，当时12文钱可买一斤麵，他一天可以赚到25、26吊钱。由此可见当时群众是多么喜欢他的表演。他常说的活儿有《贼鬼夺刀》、《九头案》等。”《贼鬼夺刀》传留了下来，仍是传统相声名篇。在清代“百本张”钞本子弟书《随缘乐》中提到“学相声好似还魂张三禄”，亦可见张三禄的相声艺术在相声发展早期已有重大影响。